# Der Affe und der Leopard

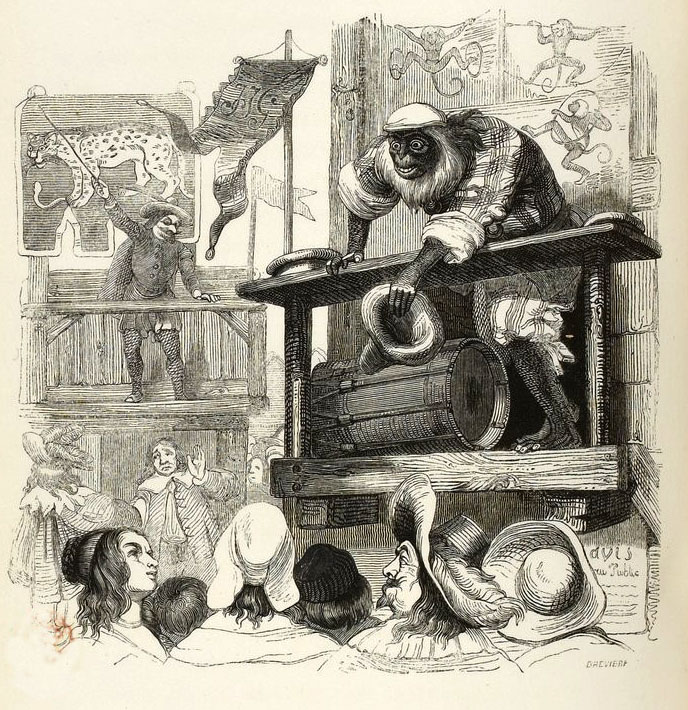
Le Singe et le Léopard (nach Grandville)

Der Affe und der Leopard (französisch: Le Singe et le Leopard) ist die dritte Fabel im neunten Buch der Fabelsammlung des französischen Dichters Jean de La Fontaine.
Auf einem Rummelplatz bieten ein Leopard und ein Affe ihre Kunststücke feil, um Geld zu verdienen, dabei versuchen sie, sich gegenseitig die zahlenden Kunden abzuwerben. Der Leopard rühmt sein auffälliges Fell und glaubt, damit den Affen übertreffen zu können. Doch der Affe belehrt ihn eines Besseren, dass es mehr auf die geistigen Vorzüge ankomme als auf die körperlichen; dies ist gleichzeitig auch die Moral der Fabel: der Affe ist der Klügere und weist den Leoparden in die Schranken. Die Punkte im Fell des Leoparden sind zwar schön anzusehen, aber das Publikum ist vom Anblick schnell gelangweilt und wendet sich ab. La Fontaine betont in seiner Fabel die Vielschichtigkeit des Affen, die in seinem Verstand und seiner Phantasie liegt.
Das Motiv der Fabel kommt ähnlich schon bei Äsop und Avianus vor, dort sind die Protagonisten ein Fuchs und ein Leopard bzw. ein Panther. Doch La Fontaine gibt seiner Fabel einen Rahmen, indem er seine Tiere als Zirkusleute auf einem Volksfest auftreten und dem Publikum verschiedene Kunststücke wie Seiltanz anbieten lässt. Der Fabulist – ein begnadeter Manipulator der Sprache –  verwendet in seinen subtilen Anspielungen lebhafte Adjektive sowie nuancierte Ausdrücke, z. B. um das Fell des Leoparden zu beschreiben (gestreift, gesprenkelt, gescheckt, getupft, geringelt und gefleckt). Nach Fumaroli ist „bigarrure“ (deutsch: bunt) auch ein Fachbegriff, um die Sprache zu beschreiben, die Redner des 17. Jahrhunderts verwendeten – die Rede des Leoparden ist also nicht nur klanglich lebendig, sondern weist auch auf die zeitgenössische Literaturszene hin.